# 방파제 (1962년 영화)
《환송대》(프랑스어: La Jetée)는 프랑스에서 제작된 크리스 마르케르 감독의 1962년 영화이다.

## 출연
- 장 네그로니 - 해설
- 엘렌 샤틀랭 - 여자 역
- 다보스 아니크 - 남자 역
- 자크 르두 - 실험자 역
- 리기아 브라니체 - 미래에서 온 여성 역
- 자닌 클레나  - 미래에서 온 여성 역
- 윌리엄 클라인 - 미래에서 온 남성 역

## 같이 보기
- 필름스트립